# Seyoum Franso Noel
Seyoum Franso Noel (* 20. August 1970 in der Arsi-Zone, Äthiopien) ist ein äthiopischer römisch-katholischer Geistlicher und Apostolischer Vikar von Hosanna.

## Leben
Seyoum Franso Noel empfing am 5. September 1998 das Sakrament der Priesterweihe für das Apostolische Vikariat Meki.
Papst Franziskus ernannte ihn am 8. April 2017 zum Titularbischof von Eminentiana und zum Apostolischen Vikar von Hosanna. Der Erzbischof von Addis Abeba, Berhaneyesus Demerew Kardinal Souraphiel CM, spendete ihm am 2. Juli desselben Jahres die Bischofsweihe. Mitkonsekratoren waren sein Amtsvorgänger Woldeghiorghis Mathewos und der Apostolische Vikar von Meki, Abraham Desta.
Seit dem 23. November 2023 verwaltet er zusätzlich das vakante Apostolische Vikariat Soddo als Apostolischer Administrator.